# اريك راندال
اريك راندال (بالإنجليزية: Eric Randall)‏ هو لاعب كرة قدم أمريكية أمريكي، ولد في عقد 1975.